# Uruguay en los Juegos Panamericanos de 2023
Uruguay compitió en los Juegos Panamericanos de 2023 que se realizaron en Santiago, Chile, desde el 20 de octubre al 5 de noviembre de 2023.
Los abanderados de la delegación uruguaya en la ceremonia de apertura fueron Camila Piñeiro, boxeadora Campeona ODESUR nacional 60kg y el futbolista Rodrigo Chagas campeón del mundo en categoría Sub-20.

## Medallistas
| Medalla           | Deportista | Deporte      | Evento                    | Fecha          |
| ----------------- | --- | ------------ | ------------------------- | -------------- |
| Medalla de oro    | Bruno Cetraro Berriolo Marcos Andrés Sarraute Gallo Felipe Kluver Ferreira Leandro Salvagno Rattaro                      | Remo         | M4x                       | 23 de octubre  |
| Medalla de oro    | Eric Seawright Nicolás Zócalo                                                                                            | Remo         | M2x                       | 25 de octubre  |
| Medalla de plata  | Esteban Sosa Marzi Leandro Joaquin Rodas Correa                                                                          | Remo         | M2-                       | 23 de octubre  |
| Medalla de plata  | Bruno Cetraro Felipe Klüver Leandro Rodas Mauricio Lopez Marcos Sarraute Newton Seawright Leandro Salvagno Martín Zócalo | Remo         | M8+                       | 23 de octubre  |
| Medalla de plata  | Hernan Ricardo Umpierre Odini Fernando Diz Becerra                                                                       | Vela         | M8+                       | 3 de noviembre |
| Medalla de plata  | Deborah Lizeth Rodriguez                                                                                                 | Atletismo    | 800 m Femenino            | 4 de noviembre |
| Medalla de plata  | Leonella Acosta | Pelota vasca | Frontball Femenino        | 4 de noviembre |
| Medalla de bronce | Eric Newton Seawright Conde Nicolás Martin Zócalo Aguirre Andrés Marcos Sarraute Gallo Leandro Salvagno Rattaro          | Remo         | M4-                       | 24 de octubre  |
| Medalla de bronce | Antonio Eric Fagundez Lima                                                                                               | Ciclismo     | Ruta Masculino            | 29 de octubre  |
| Medalla de bronce | Sofia Vicente Agustina Cuestas                                                                                           | Pelota vasca | Trinquete Dobles Femenino | 4 de noviembre |